# Cục Vận tải, Quân đội nhân dân Việt Nam
Cục Vận tảitrực thuộc Tổng cục Hậu cần, thành lập ngày 18 tháng 6 năm 1949, là cơ quan đầu ngành quản lý và bảo đảm vận tải cấp chiến lược của Quân đội nhân dân Việt Nam.

## Lịch sử hình thành
● Ngày 18/6/1949 Chủ tịch Hồ Chí Minh ký Sắc lệnh số 50/SL, thành lập 12 Cục trực thuộc Bộ Quốc phòng, trong đó có Cục Vận tải. Chương 5, Điều 28 quy định “Cục Vận tải có nhiệm vụ tổ chức việc vận tải trong Quân đội về mọi mặt”.

## Lãnh đạo hiện nay
- Cục trưởng: Thiếu tướng Nguyễn Hoàng Nam (nguyên Phó Tham mưu trưởng Tổng cục Hậu cần)
- Phó Cục trưởng - Bí thư Đảng uỷ: Đại tá Nguyễn Mạnh Huân                    (nguyên Chính ủy Lữ Đoàn 971)
- Phó Cục trưởng: Đại tá Đinh Hoàng Huyên                                                   (nguyên Lữ đoàn trưởng Lữ Đoàn 972)
- Phó Cục trưởng: Đại tá Đinh Ngọc Chính                                                        (nguyên Lữ đoàn trưởng Lữ Đoàn 971)
- Chủ nhiệm Chính trị: Đại tá Nguyễn Viết Tuý (nguyên Phó Chính ủy Lữ Đoàn 683)

## Tổ chức
- Phòng Tham mưu - Kế hoạch
- Phòng Chính trị
- Phòng Tàu thuyền
- Phòng Kỹ thuật
- Ban Hành chính - Hậu cần
- Ban Tài chính
- Lữ đoàn 683 (Liên Chiểu, Đà Nẵng)
- Lữ đoàn 649 (An Dương, Hải Phòng)
- Lữ đoàn 971 (Sóc Sơn, Hà Nội)
- Lữ đoàn 972 (Biên Hoà, Đồng Nai)

## Lãnh đạo qua các thời kỳ

### Cục trưởng
- Thượng tướng Đinh Đức Thiện (1950 - 1955), Cục trưởng Cục vận tải đầu tiên của quân đội (nguyên Ủy viên Ban Chấp hành Trung ương Đảng khoá III và khoá IV, Huân chương Sao vàng, nguyên Thứ trưởng Bộ Quốc phòng, nguyên Phó Chủ nhiệm Uỷ ban Kế hoạch nhà nước nay là Bộ Kế hoạch và Đầu tư, nguyên Bộ trưởng Bộ Cơ khí Luyện kim nay là Bộ Công Thương, nguyên Bộ trưởng Phụ trách dầu khí, nguyên Bộ trưởng Bộ Giao thông Vận tải, nguyên Chủ nhiệm Tổng cục Hậu cần, nguyên Chủ nhiệm Tổng cục Kỹ thuật).
- Đại tá Trần Ngọc Giao, Cục trưởng - kiêm Phó Tư lệnh Đoàn 559 (1966-1968).
- Nguyễn An, từ 1972 - 1982 (sau này là Phó Chủ nhiệm Tổng cục Hậu cần ).
- Đại tá Vũ Bá Tước (1982 - 1990).
- Thiếu tướng Nghiêm Công Việt, đến 2014 (sau này là Phó Tư lệnh Quân khu 2).
- Thiếu tướng Nguyễn Văn Điều (từ 2014 - 2019).
- Thiếu tướng Nguyễn Đức Tùng (từ 2019 - 2024).

### Chính ủy, Chủ nhiệm Chính trị qua các thời kỳ
- Bùi Phùng, Chủ nhiệm Chính trị, Bí thư Liên chi bộ, Cục Vận tải (1950 - 1952).
- Thiếu tướng Nguyễn Văn Cường, đến 2014 (sau này là Phó Chính Uỷ Tổng cục Hậu cần)
- Thiếu tướng Đỗ Thanh Phong, Chủ nhiệm Chính trị Cục Vận tải (2014 - 2018), (sau này là Phó Cục trưởng Cục Tuyên huấn Tổng cục chính trị Quân đội nhân dân Việt Nam)
- Đại tá Trần Văn Liệu, Chính uỷ Cục Vận tải (2018 - 2024)
- Đại tá Nguyễn Quang Khải, Chủ nhiệm Chính trị Cục Vận tải

### Phó Cục trưởng
- Vũ Văn Đôn (1950 - 1954).
- Nguyễn Văn Nhạn (1950).
- Đại tá Nguyễn Thanh Tùng